# مجدی ابوالمجد
مجدی ابوالمجد (انگلیسی: Magdy Abou El-Magd؛ زادهٔ ۱۵ اکتبر ۱۹۷۲) بازیکن هندبال اهل مصر بود.